# Diphasium
Diphasium – rodzaj roślin należących do rodziny widłakowatych. Obejmuje cztery lub pięć gatunków. W tradycyjnym ujęciu gatunki tu zaliczane włączane są do szeroko ujmowanego rodzaju widłak Lycopodium. Rodzaj jako odrębny takson opisany został w 2003 i uznany został w systemie PPGI z 2016.
Rośliny te występują na Filipinach, Borneo, Nowej Gwinei, w Australii i na Nowej Zelandii (D. scoriosum), a także na Wyspach Subantarktycznych, w Ameryce Południowej i na Antylach (pozostałe gatunki). Rosną zwykle w miejscach odsłoniętych w piętrze alpejskim i subalpejskim, ale na wyższych szerokościach i w Subantarktyce schodzą na tereny nizinne.
Gametofit ma kształt odwróconego stożka. Liczba chromosomów x = 34–36. 

## Morfologia
PokrójRośliny z pędami podziemnymi, płożącymi się, podnoszącymi lub wspinającymi. U D. scariosum osiągające do ponad 1 m długości i 50 cm wysokości. Pędy wyraźnie dwubocznie symetryczne.
Liście (mikrofile)Dimorficzne – zróżnicowane na skrętoległe, szerokie liście wyrastające w dwóch rzędach bocznych i wąskie, łuskowate liście rosnące w dwóch lub trzech rzędach na grzbiecie pędu. Drobne liście na grzbiecie pędu mają błoniaste końce.
ZarodnieLiście zarodnionośne (sporofile) tarczowate lub niemal tarczowate, na brzegach przejrzyste, zebrane w kłosy zarodnionośne siedzące lub szypułkowe.

## Systematyka
W systemach klasyfikacyjnych szeroko ujmujących rodzaj widłak Lycopodium rośliny tu należące zaliczane są do sekcji Diphasium (C.Presl ex Rothm.) B.Øllg. w obrębie rodzaju widłak Lycopodium.
Po raz pierwszy rodzaj Diphasium opisany został jako takson monotypowy z D. jussiaei przez Karla B. Presla w 1845. W 1944 Werner Rothmaler rozszerzył ujęcie systematyczne rodzaju zaliczając do niego różne gatunki sekcji Complanata rodzaju Lycopodium. W latach 70. XX wieku Josef Holub przywrócił wąskie ujęcie rodzaju Diphasium, wyodrębniając z niego gatunki z rodzaju widlicz Diphasiastrum, Lycopodiastrum oraz Pseudodiphasium.
Pozycja i podział rodzaju w systemie PPG I (2016)
Rodzaj Diphasium należy do podrodziny Lycopodioideae W.H.Wagner & Beitel ex B. Øllg. z rodziny widłakowatych Lycopodiaceae – jedynej współczesnej w obrębie rzędu widłakowców Lycopodiales.
Wykaz gatunków
- Diphasium gayanum (J.Rémy) Holub
- Diphasium jussiaei (Desv. ex Poir.) Rothm.
- Diphasium lawessonianum (B.Øllg.) B.Øllg.
- Diphasium scariosum (G.Forst.) Rothm.